# Ken Houston
Kenneth Ray Houston (Lufkin, 12 novembre 1944) è un ex giocatore di football americano statunitense che ha giocato nel ruolo di defensive back per quattordici stagioni nella American Football League (AFL) e nella National Football League (NFL) con gli Houston Oilers e i Washington Redskins. È stato inserito nella Pro Football Hall of Fame nel 1986.

## Carriera professionistica

### Houston Oilers
Houston fu scelto nel corso del nono giro del Draft AFL del 1967 dagli Houston Oilers della American Football League, divenendo titolare nella terza gara della sua stagione da rookie. Due settimane dopo, in una gara contro i New York Jets, Ken segnò due touchdown: uno su un tentativo di field goal bloccato ritornato per 71 yard e un altro su un ritorno da intercetto di 43 yard.
Nel 1971, Houston stabilì un record NFL con cinque touchdown segnati su ritorno (quattro da intercetti e uno da fumble). Questo primato resistette fino al 2006 quando Devin Hester segnò 6 touchdown su ritorni.

### Washington Redskins
Dopo sei stagioni con gli Oilers, Houston fu scambiato coi Washington Redskins per cinque giocatori veterani: l'offensive lineman Jim Snowden, il tight end Mack Alston, il wide receiver Clifton McNeil, il defensive end Mike Fanucci e il defensive back Jeff Severson. Coi Redskins, Houston fu convocato per sette Pro Bowl consecutivi.
Houston fu selezionato tra i migliori giocatori per 12 anni consecutivi: fu American Football League All-Star nel 1968 e 1969 e in seguito fu sempre convocato per il Pro Bowl tra il 1970 e il 1979. Inoltre fu inserito tre volte nella formazione ideale della stagione All-Pro. Nel 1999, fu classificato da The Sporting News al 61º posto nella classifica dei 100 migliori giocatori di tutti i tempi. Nel 1986 è stato inserito nella Pro Football Hall of Fame.

## Palmarès
- (12) Pro Bowl (1968, 1969, 1970, 1971, 1972, 1973, 1974, 1975, 1976, 1977, 1978, 1979)
- (3) All-Pro
- Formazione ideale del 75º anniversario della National Football League
- Formazione ideale del 100º anniversario della National Football League
- Formazione ideale della NFL degli anni 1970
- 70 Greatest Redskins
- Pro Football Hall of Fame